# Pogrom wielkanocny
Pogrom wielkanocny – seria napadów na ludność żydowską mająca miejsce w Warszawie i Krakowie od 22 marca do 30 marca 1940 r. Rozruchom przyświecało hasło „Niech żyje Polska bez Żydów”. Najkrwawsze ekscesy miały miejsce w Warszawie, na Powiślu i Pradze. Uczestniczyło w nich około 500 osób, w tym aktywiści Narodowej Organizacji Radykalnej.
Zajście spowodowane było rzekomym zabójstwem dziecka, które okradło Żydów. Plotka – nie została udokumentowana ani potwierdzona – stała się przyczyną zajść przeciwko Żydom. Mimo apeli podziemnych organizacji o spokój i zaprzestanie współpracy z Niemcami, przedstawiciele części ruchu narodowo-radykalnego, skupionego w Narodowej Organizacji Radykalnej i jej bojówce „Atak”, organizowali kolejne akcje skierowane przeciwko sąsiadom. NOR nawoływał do udziału w pogromie i zachęcał do przyłączenia się do organizacji poprzez apel, w którym usprawiedliwiał porażkę Polski w kampanii wrześniowej i nawoływał do kolaboracji z hitlerowcami przeciwko Związkowi Radzieckiemu. Stało się to, czego obawiała się część działającego od 1939 r. podziemia, które w publikacjach informowało o tym, że część Ruchu Narodowego Falangi (z niego wywodziła się NOR) jest gotowa stać się partią o profilu nazistowskim. Żydzi skupili się w samoobronie utworzonej przez Bund, formacja nie była jednak zbyt duża i dobrze zorganizowana. Pogrom uważany jest za zwieńczenie antysemickiej nagonki prowadzonej przez NOR i nazistów od 1939 r.
Pogrom wykorzystali propagandowo Niemcy jako uzasadnienie utworzenia gett, które miały chronić Żydów przed Polakami.